# Graphosia quadrilineata
Graphosia quadrilineata là một loài bướm đêm thuộc phân họ Arctiinae, họ Erebidae.